# Weißflügel-Rußmeise

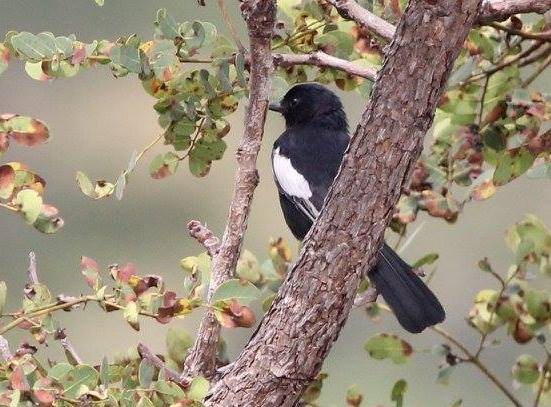
Unterart (Ssp.) M. l. insignis in Angola

Die Weißflügel-Rußmeise (Melaniparus leucomelas, Syn.: Parus leucomelas) ist eine Vogelart aus der Familie der Meisen (Paridae).
Die Art wurde oft als konspezifisch mit der Weißschulter-Rußmeise (Melaniparus guineensis) angesehen, manchmal auch mit der Sambesi-Rußmeise (Melaniparus niger)

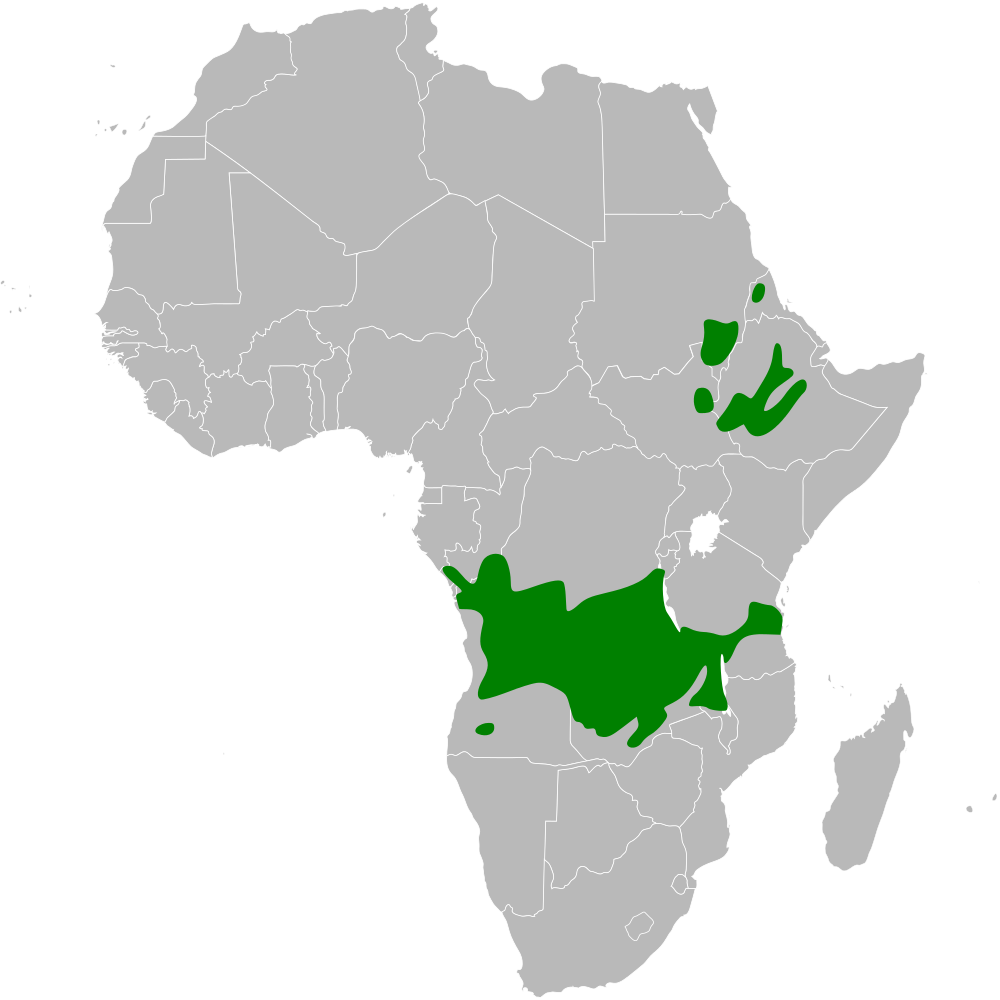
Ausbreitungsgebiet der Weißflügel-Rußmeise

Der Vogel kommt in Zentralafrika von Angola im Westen bis Äthiopien im Osten vor.
Der Lebensraum umfasst trockene, mit Wacholder und Olivenbaum bewachsene Flächen, subtropische buschbestandene Savanne und Waldgebiete in Wassernähe, auch mit Akazien oder Brachystegia bewachsene Flächen, meist oberhalb von 915 m bis etwa 2000 m Höhe.
Der Artzusatz kommt von altgriechisch λευκός leukós, deutsch ‚weiß‘ und altgriechisch μέλας mélas, deutsch ‚schwarz‘.
Diese Meise ist ein Standvogel, einige Individuen ziehen umher nach Nordmosambik.

## Merkmale
Die Art ist 14–16 cm groß und wiegt 21–24 g, eine große, glänzende, schwarze Meise mit dunklen Augen und einer großen weißen Flügelbinde. Das Männchen ist am ganzen Körper und Schwanz schwarz, in frischem Gefieder vom Scheitel bis zu den Oberschwanzdecken bläulich glänzend. Manchmal findet sich eine kurze Haube hinten am Scheitel, die Ränder der Schwanzfedern glänzen bläulich-schwarz. Die kleinen Flügeldecken sind schwarz, die übrigen weiß mit Ausnahme der äußersten großen Flügeldecken. Die Flügelunterseite hat weiße Federspitzen. Die Iris ist dunkelgrau oder braun, der Schnabel ist hell bis schwärzlich, die Beine sind dunkelbraun bis bläulich-grau oder schwarz.
Weibchen haben etwas weniger Gefiederglanz und sind auf der Unterseite tiefschwarz. Jungvögel sind blasser gefärbt, oben schwärzlich-braun und haben eine cremefarbene oder gelbbraune Flügelbinde.
Die Art unterscheidet sich von der Weißschulter-Rußmeise (Melaniparus guineensis) zuverlässig nur durch die dunklen Augen, von der Sambesi-Rußmeise (Melaniparus niger) durch das allgemein schwärzere Gefieder, insbesondere auf der Unterseite und durch mehr Weiß in den Flügeldecken.

## Geografische Variation
Es werden folgende Unterarten anerkannt:
- M. l. leucomelas (Rüppel, 1840), Nominatform – Äthiopien
- M. l. insignis (Cabanis, 1881), Gabun, Kongobecken und Angola bis Uganda, Tansania, Malawi und Sambia, bläulicher bis flaschengrüner Glanz, äußere Schwanzfedern mit schmalen weißen Rändern oder Spitzen, Unterflügeldecken mit mehr Weiß

## Stimme
Der Ruf des Männchens enthält schrille, plötzliche „chut“ oder „chit“ Laute, denen meist surrendes „chit-zzzzz-r“ oder „chut-drrrrrrrr-du“ folgt, auch tieferes „chik-zworrrrr, chik-zworrrrr“ oder lieblicheres „tszee-tuwu, tszee-tuwu“ und „pss-tyoo-yoo, pss-tyoo-yoo“. Die Lautäußerungen erinnern an Rotscheitel-Zistensänger (Cisticola chiniana).

## Lebensweise
Die Nahrung besteht aus kleinen Wirbellosen und Larven, auch Pflanzensamen und Früchten, besonders Annona, die paarweise oder in kleinen Gruppen, auch in gemischten Jagdgemeinschaften gesucht werden, eher am Stamm als in den Blättern. Die Art klettert auch meisenartig geschickt.
Die Brutzeit liegt zwischen März und Dezember, möglicherweise kann auch das ganze Jahr über gebrütet werden. Die Art ist monogam, das Nest befindet sich meist bis 4 m über dem Erdboden in einer Baumhöhle, manchmal auch in einem Wandloch von Gebäuden. Das Gelege besteht aus 3–5 Eiern, die von beiden Elternvögeln ausgebrütet werden.

## Gefährdungssituation
Der Bestand gilt als „nicht gefährdet“ (Least Concern).